# Битва при Павии (1431)
Битва при Павии произошла 21-22 июня 1431 года между силами Венецианской республики и Миланского герцогства на реке По.

## История

### Предыстория
После поражения Сончино в марте 1431 года в июне венецианцы не сдались и решили вторгнуться в район Кремоны с армией из 12000 пехотинцев и 12000 кавалерии. Кавалерия была под командованием Карманьолы, речной флот состоящий из 37 галер и сотни меньших кораблей были под командованием Никколо Тревизана с целью подняться по реке По и захватить Кремону. Миланское герцогство в свою очередь, подготовило армию под командованием Франческо Сфорца, усиленную солдатами Никколо Пиччинино, только что прибывшими из Тосканы, а также речной флот в Павии, состоящий из 56 галеонов и множества других небольших кораблей под командованием Пасино дельи Евстахи благодаря помощи генуэзцев во главе с Джованни Гримальди.

### Битва
Поздним вечером 21 июня 1431 года миланский флот атаковал венецианцев, но пять галеонов отделились от основного флота, и были вскоре окружены и захвачены, после чего из-за темноты боевые действия были на время отменены. Сфорца и Пиччинино проинформированные о случившемся, решив сесть на корабли ночью вместе с наиболее избранными ополченцами, чтобы не дать Карманьоле подражать им, они послали двух шпионов в венецианский лагерь с задачей распространить информацию о том, что Пиччинино нападёт на них.
С рассветом 22 июня миланский флот вступил в бой с венецианским, который не ожидал повторного нападения после поражения накануне вечером. Бой длился около 12 часов и проходил на участке реки чуть ниже по течению от города Кремона. Чтобы избежать поражения, Тревизан несколько раз отправлял гонцов Карманьоле, чтобы его войска пришли ему на помощь, но он, опасаясь внезапной атаки Пиччинино, решил не вмешиваться. Венецианцы победили миланцев в том числе флагмана Тревизана. Потеряв всякую надежду на победу, Тревизан решил отступить с остатками венецианского флота.

### Итог
Венецианцы потеряли 28-29 галер, 42 маленьких корабля, а также 9000-11000 венецианцев были убиты и взяты в плен, 60000 дукатов, готовых заплатить войскам жалованье, 1500 пушек, 2000 кирас и столько же арбалетов вместе со знаменами и провизией с предполагаемым повреждением около 600000 флоринов.
Никколо Пиччинино был ранен во время боя в шею, из-за этого он стал хромым.
Невмешательство в помощь Тревизану и тяжелое поражение способствовали усилению подозрений венецианцев по отношению к Карманьоле, обвиняемому в тайных контактах с миланцами. 13 октября венецианцам во главе с Гульельмо Кавалькабо удалось одним взмахом руки захватить Роккетту и ворота Сан-Лука в Кремоне, а затем они ждали вмешательства армии Карманьолы, штаб которой находился всего в трех милях от города. Карманьола, подозревая засаду, снова решил не вмешиваться, и кремонский гарнизон через три дня вынудил венецианцев покинуть свои позиции. Сенат, теперь убеждённый в двуличности Карманьолы, и вероятно, располагающий неопровержимыми доказательствами соглашения с Филиппо Марией Висконти (возможно, владение Брешией в обмен на предательство Венецианской республики), вызвал его в Венецию, а 5 мая 1432 года Карманьола был казнён. В начале апреля Миланское герцогство заключило мир с Венецианской республикой, а его союзники и пленники были обменены. Миланцы уступили флорентийцам завоеванные замки в Пизе и Ареццо.